# Nelima doriae
Nelima doriae är en spindeldjursart som först beskrevs av Giovanni Canestrini 1871.  Nelima doriae ingår i släktet Nelima och familjen Gagrellidae. Inga underarter finns listade i Catalogue of Life.